# Emily Rutherfurd
Emily Rutherfurd, född 18 september 1974 i New York, är en amerikansk skådespelare. Rutherfurd är kanske mest känd för sin roll som Christine "New Christine" Hunter i TV-serien Christine.